# الفضول (قرية)
قرية الفضول؛ هي إحدى القرى الشرقية لمحافظة الأحساء، وتقع في الجزء الجنوبي الشرقي لمدينة الهفوف، وتبعد عنها حوالي 10 كيلومترات، ويبلغ عدد سكانها 19000نسمة تقريبا وتعتبر من أقدم قرى الأحساء تاريخيا. وتضم أكثر من 600 منزل.
ويعود نسب الفضول إلى فضل بن عبد الله بن علي العيوني العبدي ملك البحرين ، ومن المحتمل ان هذه القرية منسوبة إلى أحد الأمراء العيونيين، ، الذي مدحه ابن المقرب، ويبدو أنها لم تكن في الماضي مزدهرة فحسب بل كانت أيضا ذات أهمية سياسية فقد اشير إليها في كتب التاريخ كموقع لمعركة.

## الحركة التجارية قديما
من الجوانب المشرقة لبلدة الفضول قديما أنها قد احتلت مكانة تجارية لا يستهان بها بين القرى الشرقية فقد كانت محطا لرحال كبار التجار أثناء نقل بضاعتهم من وإلى العقير. كما أنها تعتبر في المرتبة الأولى بين قرى الأحساء إخراجا لزكاة التمور حيث كان مقدار زكاتها عام 1950م (635 منا) كما يذكر كتاب واحة الأحساء.

## حوادث تاريخية
ذكر الشيخ حسين بن غنام - مؤرخ الدولة السعودية الأولى والدعوة النجدية - في أحداث سنة 1203هـ/1789م إحدى غزوات جنود الدعوة بقيادة سعود الكبير، فقال في تأريخه المسمى (روضة الأفكار والأفهام لمرتاد حال الإمام وتعداد غزوات ذوي الإسلام)، والمشهور اختصارا باسم (تأريخ ابن غنام)، في الجزء الثاني، الصحيفة رقم141 - الطبعة الأولى-: «ومرّ - أي: سعود بجنوده- بالهفوف ولم يرد عندهم وقوف، ثم مضى من ساعته يريد الوصول إلى قرية الفضول، فأناخ عليهم وسط النهار، وشمّر للحرب معهم الإزار، وأحاطت أجناد الموحدين بأولئك القوم المبطلين، وأحدقت الفرسان والرماة والأبطال بقرية أهل الزيغ والشرك والضلال، وغطّأهم من فوقهم سحاب الهلاك، وحان لهم الاستئصال والإهلاك، وأمطرهم من غيم العذاب عارض، فكان لنفوسهم الخبيثة قارض، وراموا للمسلمين دفعا، وظنوا أن البلد تنال بهم امتناعاومنعا، فجدُّوا واجتهدوا كافة، ودعوا آلهتهم كما هو عادتهم عند المخافة، ورفعوا أكف الدعاء والسؤال، وأخلصوا التضرع والابتهال إلى من لم يفرِّج عن نفسه أدنى الكروب، فضلا عن كونه يدفع النوائب والخطوب، فلمّا فرغ سعود من صلاة المسا، هبَّ له نسيم الصبا، فزال عنه الأسا، ودعا ربه بحضور قلب وبال أن يحسن له العاقبة والحال، ويمكِّنه من هؤلاء الضلال، فاستجاب له ربه دعوته، وعجَّل له طُلْبته، وأنجح له سؤْلَه، وحقَّق له مأموله، فنهد إليهم مسرعا ونهض، وحفَّه النصر وأقبل عليه الإقبال وعرَض، فشدّوا على القرية الحمْلَة، فانتدبوا إلى الفرار جملة، فلم يلفوا لهم هداية ولا توفيق، لكون المسلمين قد ملكوا عليهم كل فجٍّ وطريق. فعند ذلك كلهم راموا الاختفاء في البيوت والدور، فنزل بهم قضاء الله المحتّمُ المقدور، وحلّ بهم الأمر المشهور، فدخل عليهم في تلك المنازل، فوردوا من الحِمام أمرَّ المناهل، وشربوا منه كأسا، وأنزل الله تعالى عليهم بأسا، فقُتِلوا قتل النَّعَم، وسُحِبوا سحب البَهم. وكان أكثر الرجال وجدهم المسلمون وهم في بيت من البيوت مجتمعون، وكانوا ثلاثمائة نفس، فقُتِلوا جميعا من غير لَبْس، وقُتِل غيرهم ذلك اليوم ممن اختفى من أولئك القوم، وأخذ المسلمون جميع ما في القرية مما يُنقل من المال وأنواع السلاح والأمتعة والأواني وبعض الطعام شيء له بال، وانصرف سعود إلى بلاده راجعا».
وقد اختصر الدكتور ناصر الدين الأسد في تهذيبه لتأريخ ابن غنام - الطبعة الرابعة، ص: 172 - هذه القصة بعد أن تخلّص من السجع المفتعل المذموم كعادته في جميع الكتاب، فقال: «وسار إلى الهفوف ولكنه لم يتوقف عندها، بل واصل سيره إلى قرية الفضول - في شرقي الأحساء -فشدَّ المسلمون على القرية، فانهزم أهلها ولم يستطيعوا الفرار لأن المسلمين ملكوا عليهم جميع الطرق. فالتجأوا إلى بيوتهم وتحصّنوا فيها، فدخل المسلمون عليهم تلك البيوت وقتلوهم قتل النَّعَم، وكانوا ثلاثمائة رجل قُتلوا جميعا. وأخذ المسلمون جميع ما في القرية مما يُنقل من المال وأنواع السلاح والحيوان والأمتعة والطعام، وكان شيئا كثيرا».

## زيارة الملوك والأمراء للفضول
وكانت القرية محط الملوك والأمراء منذ القدم، فقد زارها الملك عبد العزيز بناء على دعوة وجهت إليه، وكان له فيها نخل وقد وهبه إلى وزير المالية آنذاك عبد الله السليمان، ومن ضمن من زار هذه القرية كل من الملك سعود بن عبد العزيز آل سعود والأمير عبد الله بن جلوي وأيضًا محمد بن فهد بن جلوي في حفل ختام إحدى الدورات الرياضية التي اقيمت على ملاعب نادي الفضل.

## زيارة أمين الريحاني للفضول
في عام 1922 م وأثناء تواجد الملك عبد العزيز في الأحساء زار الأديب والمؤرخ العربي الكبير أمين الريحاني بلدة الفضول وتجول في بساتينها وعندما شاهد خيرات الله في جنباتها وخاصة التين والخوخ والأترج والليمون والتوت بالإضافة إلى المحاصيل الوفيرة من التمور، لم يجد وصفا يليق بها الا بتشبيهها بـ (غوطة دمشق) وهي منطقة من أفضل المناطق الزراعية بالشام

## الخدمات المتوفرة بها
خمس مدارس بنين وبنات (ابتدائي- متوسط – ثانوي)
محلات تجارية
بقالات- مخبز شعبي – مكتبات - محل لتعبئة الغاز - محلات خضروات - صيدلية - محلات عقارات -محطة بنزين - ملاعب ومنها ملعب نادي الفضل -مطاعم - بوفيات

## وصلات خارجية
- موقع قرية الفضول

- ويكيمابيا قرية الفضول